# 玛丽·伍德里奇
玛丽·伍德里奇 MLC，（英文：Mary Wooldridge，1967年7月29日—），澳大利亚女性政治人物，自由党党员。现任维多利亚州参议院议员；曾在百鲁和纳凡政府中，担任社区服务、精神卫生，及妇女事务厅厅长。

## 个人经历
伍德里奇出生在墨尔本，是家中四个子女中的老幺，父母经营生意。1989年，伍德里奇毕业于墨尔本大学经济系，获荣誉学士学位；在校期间，她即加入澳大利亚自由党。后，伍德里奇赴美国留学，获得哈佛大学商学院工商管理硕士学位，并进入麦肯锡公司，先后在其纽约和伦敦的分支机构工作。1997年，回到澳大利亚，进入出版、传媒界任职。2001年至2005年间，她还担任过非营利组织澳大利亚青年基金会的主席。

## 政治生涯
1999年，伍德里奇担任前自由党联邦参议员领袖Nick Minchin的高级顾问，初涉政坛；随后，她又担任联邦政府顾问。2006年，获党内提名，竞选维多利亚州众议院唐卡斯特选区议员，并成功当选。初次当选，伍德里奇被即可提拔为前座议员，先后担任过反对党社区服务、老龄事务发言人，以及精神卫生、滥用药品等工作，2009年起，还兼任环境和气候变化。
2010年11月，泰德·百鲁领导自由党和国家党联盟，在11年后重夺维多利亚州执政权，伍德里奇被任命为精神卫生和社区服务厅厅长，后又兼任妇女事务以及残障人服务等部门工作。
2014年11月，自由党-国家党联盟丢掉执政权，而伍德里奇原本代表的唐卡斯特选区也被取消，她‘转战’参议院，并以自由党东区第一候选人身份，成功当选州参议员。